# Косич, Андрей Иванович
Андрей Иванович Косич (1833—1917) — российский военный и общественный деятель, генерал от инфантерии.

## Биография

### Молодые годы
Андрей Иванович Косич (дядя  С. В. Ковалевской (приходился двоюродным братом её матери Е. Шуберт)) родился 1 октября 1833 года в селе Чёрный Яр Астраханской области. Из дворян Черниговской губернии. Отец Косич Иван Александрович (ок. 1789). Отставной штабс-капитан (с 1817), городничий Чёрного Яра (1830—1835) и Данилова (с 1835). Мать Александра Венедиктовна (урожд. Валькевич), дочь стародубского помещика. Сестра: Пелагея Ивановна (1831 г. р.).
Воспитывался в Павловском кадетском корпусе, окончил курс наук в Николаевской академии Генерального штаба по 1 разряду. В службу вступил унтер-офицером в легкую конную батарею прапорщиком в августе 1852 года, будучи ещё в кадетском корпусе. Воевал в составе Крымской армии. Получил чин поручика в 1858 году и тогда же был отправлен в упомянутую Академию. По окончании её в 1861 году он был причислен к Генеральному штабу.

### Крымская война
27 марта 1855 вместе со своей батареей преодолел Перекоп. Батарея с драгунским дивизионом поступила в состав Крымской армии под началом кн. Горчакова. 15 июля батарея вступила в Евпаторийский отряд под началом Шабельского. 4 августа вместе с драгунским полком находился в действительном сражении при р. Чёрной под началом генерала от кавалерии Шабельского. 2 ноября 1855 батарея двинулась в составе резерва Евпаторийского отряда и перешла Бахчисарай, Симферополь, Перекоп и остановилась 18 декабря в городе Раденском Днепровского уезда Таврической губернии.

### Петербург
За участие в поединке в качестве секунданта был подвергнут месячному аресту с содержанием на гауптвахте (1861), но это не отразилось на его продвижении по службе.
В январе 1862 года получает чин штабс-капитана. За отличные действия при подавлении польского мятежа (в ходе боевых действий получил пулевое ранение и контузию) был произведён в капитаны в июле 1863 года.
В августе 1864-го его назначают офицером для особых поручений при штабе Петербургского военного округа. В феврале 1865 года Андрей Иванович становится начальником штаба 1-й гвардейской кавалерийской дивизии, в июле получает чин полковника. Перемещается на должность командира 7-го гусарского Белорусского полка в январе 1870. Произведён в генерал-майоры с назначением командиром 2 бригады 8-й кавалерийской дивизии в 1875 году.
Женат был Андрей Иванович на вдове Александре Владимировне Калачёвой, дочери инженера генерал-лейтенанта Политковского, и имел от неё сына Александра (1867—1909).
Вторым браком был женат на Елизавете Ростиславовне (урожд. Давыдовой).

### Балканский поход
В 1876 году занимает ответственный пост помощника начальника штаба Одесского военного округа вплоть до 1877-го, когда принимает новое назначение — начальника штаба 12 армейского корпуса, в составе которого принимает участие в боевых действиях Балканской войны 1877—1878 годов. Разрабатывал и проводил самые ответственные операции своего корпуса и за храбрость, распорядительность и личное мужество, проявленное во время этой кампании, награждён именным оружием, орденами и зачислен в свиту Его Императорского Величества. В 1879 году Андрей Иванович назначается командиром 7-й кавалерийской дивизии. В июне 1880-го он становится начальником штаба Киевского военного округа с оставлением в той же свите. В 1884 году производится в генерал-лейтенанты и выходит в гражданскую службу. С 1 апреля 1887 являлся почётным мировым судьёй по Бердичевскому уезду Киевской губернии.

### Саратовский губернатор

А. И. Косич

В 1887 году назначается на должность саратовского губернатора. Оставил о себе в Саратове добрую память. Лично Андрею Ивановичу принадлежит идея устройства бульваров на Астраханской и Камышинской улицах — специально с этой целью они были разбиты более широкими. И долго один из них так и звался горожанами — «бульвар Косича» (ныне — улица Рахова). Ему же обязаны были многие школы и училища губернии введением преподавания гимнастики — дело по тем временам неслыханное. Новые крупные постройки украсили город при Косиче — реальное мужское училище, городская больница, Княже-Владимирская церковь, купеческая биржа — большинство из них в том или ином качестве верно служат городу до сих пор.
Вот комментарий современника о деятельности нового губернатора: «Будучи назначен в 1887 году саратовским губернатором, Косич задался экономическим изучением управляемой губернии посредством личного ознакомления с ней, заботился о самом широком распространении картографии губернии, русских школ в немецких селениях, развитии санитарного дела, повсеместной растительности в городах и деревнях, упорядочении кладбищ. Он хлопотал о смягчении мер против старообрядцев. Народное образование, статистика, врачебное дело, благотворительность, городское и земское хозяйство, древности края, местная литература — всё это находило в Косиче энергичного инициатора и помощника… Он сам был не чужд литературе».
Был непременным попечителем Саратовской учёной архивной комиссии, часто присутствовал на заседаниях, организовывал материальную поддержку издательской её деятельности. При активном непосредственном участии губернатора прошли в Саратове пышные торжества в честь 300-летия города в мае 1891 года. Апогеем их был торжественный обед в одной из зал Радищевского музея, где за богато сервированными столами собралось около 100 человек — городская и губернская администрация, высшее епархиальное духовенство, военное начальство, интеллигенция и купечество. Губернатор Косич держал здесь проникновенную патриотическую речь, окончившуюся словами: «Да здравствует Саратов, да здравствуют его представители и просветительные учреждения и в особенности то из них, что так обстоятельно осветило для нас прошлое Саратова и его края!». Последние слова были адресованы членам СУАК, видевших в Андрее Ивановиче верного друга и покровителя.
Наиболее ярко энергичная и гуманная деятельность губернатора проявилась во время тяжелейшего народного бедствия в Саратовской губернии — голода 1891 года. В целях оказания помощи населению по инициативе Косича был создан особый комитет по продовольственному вопросу, открыты городские пекарни для продажи более дешёвого хлеба, дешёвая столовая и чайная в доме трудолюбия. Энергия саратовского губернатора, его популярность вызвали приток пожертвований со стороны состоятельных граждан Саратова, столицы, других губерний России и даже других стран. Во многом благодаря этой акции он был удостоен впоследствии звания «Почётного гражданина Саратова».
Во время голода 1891 г. для обеспечения голодающих крестьян губернатор приказывает поместному дворянству открыть личные продовольственные запасы, что вызвало резкий протест с их стороны. Возможно, такая реакция со стороны местной «элиты» была причиной того, что, не дотянув до пятилетнего срока губернаторства, он покинул Саратов.
11 декабря 1891 г. уволен от должности саратовского губернатора по случаю назначения командиром 4-го армейского корпуса.

### Командующий Казанским ВО

А. И. Косич с Николаем II перед отправкой войск на Русско-Японский ТВД. Златоуст 30 июня 1904 года.

Уже в конце 1891-го он принял в командование 4 армейский корпус в Киеве, а потом стал заместителем командующего войсками Киевского военного округа. Несмотря на преклонный возраст, в 1901 году переместился в Казань, на должность командующего военным округом, в каковой оставался до 1905. На этом посту встретил русско-японскую войну и Первую русскую революцию. Известно, что в начальный период Первой русской революции он противодействовал участию войск его округа в подавлении крестьянских выступлений, что фактически предопределило его отставку. Известны его слова, произнесённые в это время «Армия должна воевать с врагом, а не стрелять в собственный народ».
С 22 февраля 1903 член-соревнователь Юридического общества при Казанском университете. С 1905 — Президент Казанского экономического общества.

### Член Государственного Совета
Тем не менее 21 октября 1905 он был включён в состав Государственного Совета, а в 1908 подал прошение об отставке, протестуя против введения Столыпиным военно-полевых судов и смертной казни. Известно, что отставку его не приняли, но в работе Совета Андрей Иванович больше не участвовал. В 1906—1907 назначался к присутствию. Входил в группировку центра. Как член Госсовета получал годовое содержание 14000 рублей. 25 апреля 1908 уволен в заграничный отпуск с сохранением содержания. Впоследствии отпуск неоднократно продлевался. Жил в Санкт-Петербурге с женой по адресу Кирочная, 24. О последних годах его жизни ничего не известно. Скончался Андрей Иванович Косич в Петрограде 15 марта 1917 года. Похоронен на кладбище Алексеевского монастыря в Москве.
Имение (на 1900 г.): 743 десятины рыбных и плодовых угодий, мельница в с. Царёвка Бердичевского уезда Киевской губернии.

## Военные чины
- В службу вступил (13.08.1852)[4]
- Прапорщик (13.08.1852)
- Подпоручик (20.10.1855)
- Поручик (15.08.1858)
- Штабс-капитан (19.01.1861)
- Капитан ген. штаба (09.05.1863)
- Подполковник (09.11.1864)
- Полковник (25.02.1865)
- Генерал-майор (27.07.1875)
- Генерал-майор Свиты (1878)
- Генерал-лейтенант (06.05.1884)
- Генерал от инфантерии (06.12.1897)

## Награды
- Орден Святого Владимира 4 ст. с мечами и бантом (1863)[4]
- Орден Святой Анны 2 ст. (1868)
- Императорская корона к ордену Святой Анны 2 ст. (1872)
- Орден Святого Владимира 3 ст. (1874)
- Золотое оружие «За храбрость» (1878)
- Орден Святого Станислава 1 ст. с мечами (1878)
- Орден Святой Анны 1 ст. (1880)
- Орден Святого Владимира 2 ст. (1883)
- Орден Белого Орла (1890)
- Орден Святого Александра Невского (1895)
- Алмазные знаки к ордену Святого Александра Невского (1901)
- Орден Святого Владимира 1 ст. (1902)
- серебряной медалью за оборону Севастополя (1854)
- Медаль «В память войны 1853—1856»
- Медаль «За усмирение польского мятежа» (1864)
- Медаль «В память русско-турецкой войны 1877—1878» (1878)
- Знак отличия за XL лет беспорочной службы (1899)

иностранные:
- Бухарский Орден Благородной Бухары бриллиантами украшенный (1898)

## Основные труды
- Косич А. И. Циркуляры, указания и речи. 1887—1891. — Саратов, 1891
- «Описание саратовского Радищевского музея» (1885—1888);
- «О садоводстве в Саратовской губернии»;
- «Статистика смертности, рождаемости и браков по городу Саратову за 1886 год»;
- «Волга у Саратова»;
- «В поход»;
- «Рущукский отряд»;
- «Путевые заметки по Волыни»;
- «Контрасты и противоречия»;
- «Условное наказание»;
- «Воспоминание о Севастополе». (1903)

## Память
- 10 октября 2012 г. были открыты мозаичные портреты Саратовских губернаторов — Панчулидзев А.Д., Галкин-Враской М.Н., Косич А.М. и Столыпин П.А. — на стене дома на ул. Мичурина[5].

Саратовские губернаторы ул Мичурина